# 尼泊尔常春藤
尼泊尔常春藤（学名：Hedera nepalensis）为五加科常春藤属下的一个种。其种加词“nepalensis”意为“尼泊尔的”。

## 变种
中华常春藤（学名：Hedera nepalensis var. sinensis）为五加科常春藤属尼泊尔常春藤的变种。分布在越南以及中国大陆的浙江、河南、山东、江西、甘肃、广东、西藏、福建、陕西、江苏等地，生长于海拔100米至3,500米的地区，多生长在岩石、林下路旁、林缘树木或房屋墙壁上。又名：爬树藤、爬墙虎（湖北兴山土名）、三角枫（重庆北碚土名）、牛一枫（四川峨眉土名）、山葡萄（福建土名）、三角藤、狗姆蛇（广东土名、爬崖藤（陕西佛坪土名）。